# Teresia van Avilakerk (Den Haag)
De Teresia van Avilakerk, ook Kerk van de Heilige Teresia van Avila genoemd, is een rooms-katholieke kerk uit 1841 die zich bevindt in het voormalige stadpaleis "Het Spaansche Hof" aan het Westeinde in de Nederlandse stad Den Haag, provincie Zuid-Holland. De kerk is een rijksmonument en staat in de 'Top 100 van de Rijksdienst voor de Monumentenzorg' uit 1990. De kerk is gewijd aan de heilige Theresia van Ávila.
Om het Spaansche Hof te betreden gaat men door een 17e-eeuwse poort. Aan het binnenplein, tegenover deze poort, ligt de kerk. De kerk wordt vanwege het gestaag afnemende kerkbezoek niet meer zondags gebruikt voor eucharistievieringen in het Nederlands. Wel vinden er op zondag Poolse eucharistievieringen plaats. De kerk is niet aan de eredienst onttrokken, dit betekent dat de kerk eigendom is van de Nederlandse parochie Maria Sterre der Zee waar verder de overige Haagse katholieke gemeenschappen ook onder vallen.

## Koninklijke Spaanse kapel

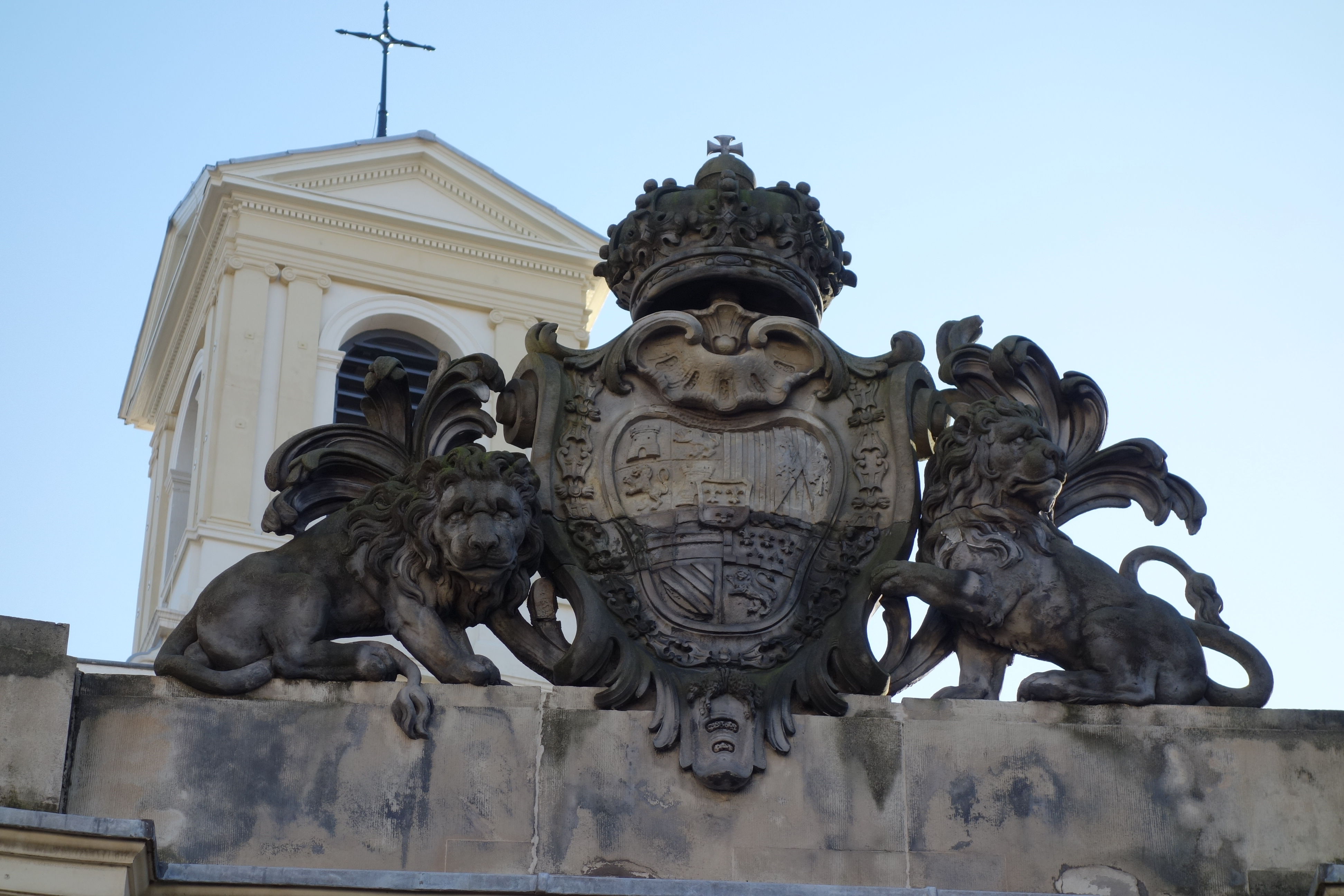
Wapen van Spanje boven op het poortgebouw voor de kerk

Een jaar na de Vrede van Münster in 1648, waarbij Spanje de soevereiniteit van de Republiek der Verenigde Provinciën erkende, vestigde de eerste Spaanse ambassadeur zich in de Nederlanden, Antoine Brun d'Aspremont (1599-1654), in een pand aan het Westeinde in Den Haag, tegenover het Huis van Assendelft. In zijn residentie bevond zich een kapel, waar ook gasten de vieringen konden bijwonen. Als devoot Katholiek had hij een huiskapelaan in dienst, een uit Brussel afkomstige Jezuïet. Een latere Spaanse ambassadeur, Don Emmanuel Françisco de Lyra, wist in 1677 het kapitale Huis van Assendelft aan te kopen, waarna het al snel Het Spaansche Hof zou worden genoemd. Tussen 1680 en 1690 werd boven het koetshuis een grote kapel gebouwd voor de ambassadeur. Deze kapel zou bekend komen te staan als de 'koninklijke Spaanse kapel'. Omdat het om de privékapel van een ambassadeur ging — en de kapel niet vanaf straat zichtbaar was — lieten de Staten van Holland en de Haagse magistraat, stilzwijgend toe dat er Katholieke vieringen plaatsvonden. Ook na 1708, toen alle Jezuïeten Nederland moesten verlaten, werd de Spaanse kapel door een Jezuïet bediend. De Haagse historicus Jacob de Riemer schreef in 1730, dat er in Den Haag ook drie Katholieke schuilkerken in gebruik waren. Deze bevonden zich in de Oude Molstraat, de Juffrouw Idastraat en de Assendelftstraat. Daarnaast bestonden er dus Katholieke kapellen van ambassadeurs, waaronder die van Spanje, Portugal, Frankrijk en Oostenrijk. Elke dag was er in de Spaanse kapel een Nederlandstalige viering, welke druk werd bezocht. Nadat Karel III van Spanje in 1766 de orde van de jezuïeten afschafte in Spanje, namen in de Spaanse kapel priesters van de minderbroeders hun plaats in. In 1811 verkocht Spanje de residentie en de kapel waarna deze voor erediensten werd gesloten. Op aandingen van gelovigen heropende de kapel in 1816. De Jezuïetenorde werd in 1832 eigenaar van de kapel. Omdat de kapel te klein werd, begon in 1836 pastoor Gerardus Elsen te werken aan een plan voor nieuwbouw en in 1837 diende hij het in bij de overheid.

## Kerk
Op de plaats van de kapel werd in 1839-1841 een katholieke kerk gebouwd in de stijl van het neoclassicisme. De architect was T.F. Suys, de hofarchitect van de Belgische koning Leopold I. Het is een neoclassicistische driebeukige hallenkerk met Ionische zuilen en gestucte gewelven. De eveneens gestucte voorgevel heeft een risaliet in het midden, aan beide zijden geflankeerd door twee halve zuilen met een fronton, waarboven een klokkentoren staat. Aan de zijkanten van het risaliet zijn nissen met heiligenbeelden, gescheiden door pilasters. Aan de kant van het koor is een pastorie aangebouwd. Het altaar en de preekstoel zijn vervaardigd door de Leuvense beeldhouwer Charles Geerts. Achter in de kerk staat een piëta, gemaakt door Te Poel en Stoltefus.

## Orgel
Het orgel uit de kapel werd in het nieuwe kerkgebouw geplaatst. De orgelbouwer is niet bekend. In 1857 kwam er een ander orgel voor in de plaats van de firma F.B. Loret-Vermeersch uit Mechelen. Het oude orgel werd door Loret overgebracht naar een jongensinstituut in Katwijk aan den Rijn.